# Bettie Page
Bettie Page (Nashville, Tennessee, 22 d'abril de 1923 - Los Angeles, Califòrnia, 11 de desembre de 2008) va ser una model estatunidenca que va obtenir gran notorietat durant la dècada del 1950 per les seves fotos pin-up. El seu aspecte, cabells negres, ulls blaus i serrell, ha influenciat gran quantitat d'artistes i ha esdevingut una icona de la cultura pop, sovint coneguda com La reina de les pin-up. Després de la seva mort, el fundador de Playboy, Hugh Hefner, va referir-s'hi com «una dama notable, una figura icònica de la cultura pop que va influir en la sexualitat, el gust per la moda, algú que va tenir un impacte tremend en la nostra societat».
Nativa de Nashville, Page va viure a Califòrnia en els seus primers anys d'adulta abans de traslladar-se a la ciutat de Nova York per treballar com a actriu. Allà, va trobar feina com a model pin-up i va posar per a diversos fotògrafs durant la dècada del 1950. Page va ser «Miss gener 1955», una de les primeres «playmates del mes» per a la revista Playboy. Després d'anys en l'obscuritat, va experimentar un ressorgiment de la popularitat a la dècada del 1980.
El 1959, Page es va convertir al cristianisme evangèlic, va treballar per Billy Graham i va estudiar als col·legis bíblics de Los Angeles i Portland (Oregon) amb la intenció de convertir-se en missionera. L'última part de la vida de Page va estar marcada per depressió, canvis d'humor violents i diversos anys en un hospital psiquiàtric estatal amb esquizofrènia paranoide.